# Winchester Model 1907
O Winchester Model 1907 (ou simplesmente Model 1907), é um rifle semiautomático operado por blowback produzido pela Winchester Repeating Arms Company no início de 1907 e descontinuado em 1957.

## Características
O Winchester Model 1907 disparava um cartucho de potência intermediária, acionado por um mecanismo de operação semiautomático, alimentado por carregadores do tipo "box" ("caixa") com capacidade de 5, 10 e 20 tiros localizado imediatamente à frente do guarda-mato. Em tamanho e manuseio, é muito parecido com uma carabina M1, embora o "M1907" seja mais pesado e dispare uma bala muito mais potente.

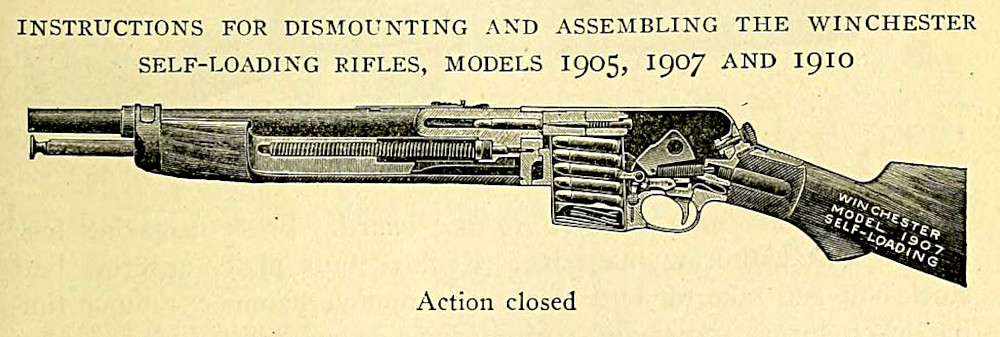
Ilustração do Winchester Model 1907 em um livro de 1918.

O único cartucho oferecido pala Winchester como uma câmara de fábrica no Model 1907 foi o .351SL de fogo central. A energia deste cartucho no cano se aproxima da carga original do .30-30 ou do moderno .35 Remington em distâncias de aproximadamente 75-100 jardas (69-91 m).

## Variantes
Além do modelo padrão ou de "plain finish", um modelo de luxo ou "fancy finish" foi oferecido com coronha tipo "pistol grip" e zigrinado tanto na empunhadura quanto no guarda-mão. Os rifles de acabamento liso foram oferecidos em 1907 a um preço de lista de $ 28 (aproximadamente $ 730 em 2016). Em 1935, a Winchester ofereceu uma variante especial de "police rifle", com mira traseira não ajustável, zarelhos para a bandoleira, uma versão de carregador maior, um cano especial com diâmetro de 5⁄8 pol. (16 mm) na "boca" e o encaixe da mira traseira foi movido 2 ⅜" (60 mm) para trás. Uma "luva" de cano com montagem de "baioneta Krag" e a mira frontal também era uma opção na variante "police rifle".
Durante a Primeira Guerra Mundial, o Exército francês encomendou 2.800 desses rifles, os quais foram modificados para disparos totalmente automáticos e dobraram o tamanho do carregador em 1917.
No final dos anos 1930, o Model 1907 foi atualizado pela Winchester com uma coronha e guarda-mão muito mais espessos (eliminando os problemas de rachadura comuns aos modelos anteriores). O modelo mais recente também tinha uma alça de carregamento redesenhada que tornava mais fácil travar o ferrolho.

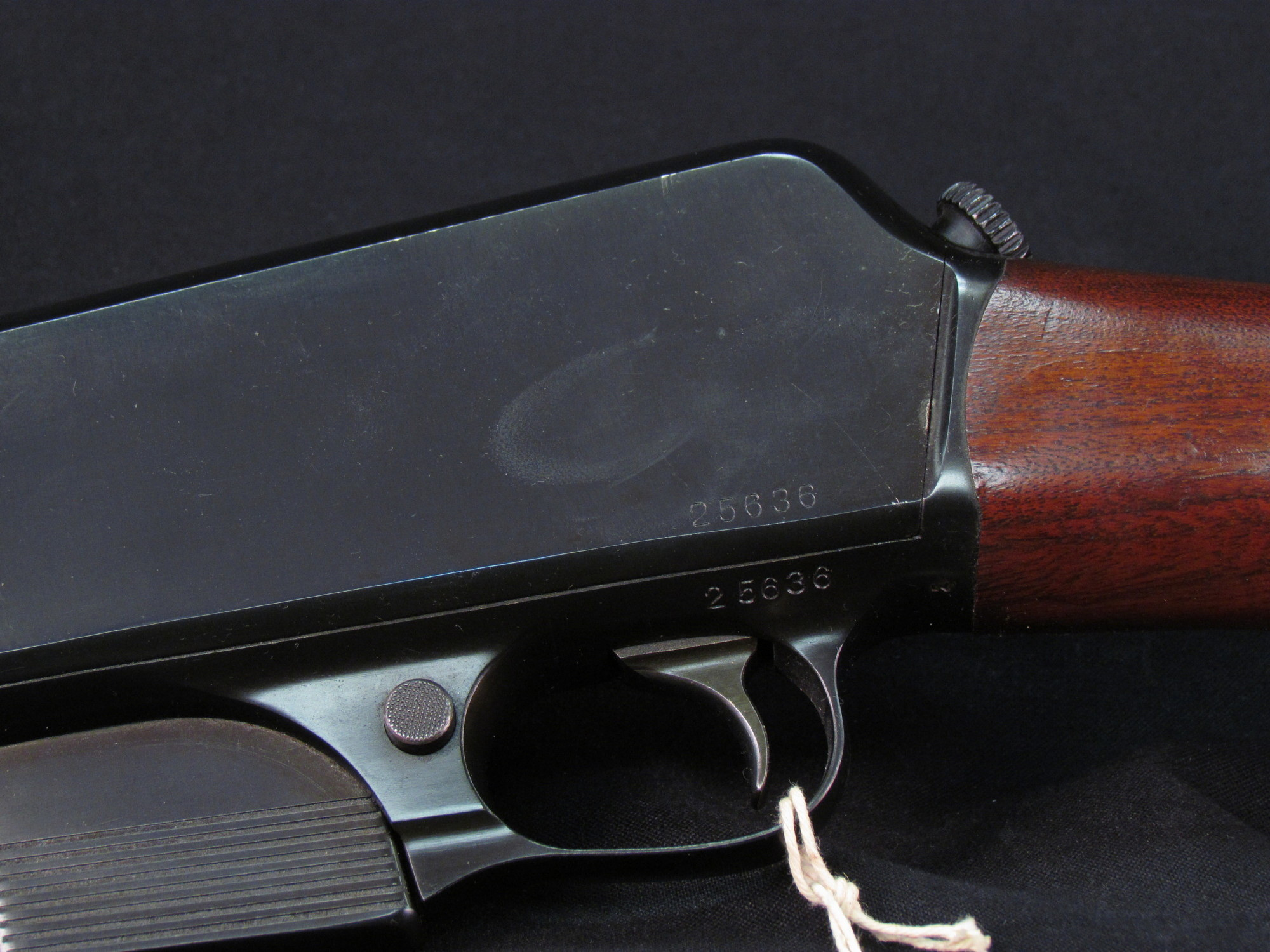
Detalhes das marcações, do gatilho, parte do carregador e o botão de segurança "safety" de um Winchester Model 1907.

## Patentes
O projeto básico do Model 1907 é coberto pela Patente dos Estados Unidos 681.481 emitida em 27 de agosto de 1901 e atribuída à Winchester por Thomas Crossley Johnson, um designer-chave de armas de fogo da Winchester. Esta patente foi inicialmente usada para proteger o design do Winchester Model 1903 de fogo circular, mas passou a ser aplicada na série de rifles "Winchester Self Loading", que inclui o Model 1905, o Model 1907 e o Model 1910.

### Lista de patentes
- Patente E.U.A. 681 481, cartucho curto, Winchester Model 1903
- Patente E.U.A. 694 157, carregador de caixa
- Patente E.U.A. 720 698, cartucho longo, arma semiautomática, carregador de caixa, arma desmontável (Winchester Model 1905)
- Patente E.U.A. 747 675, extrator de cartucho
- Patente E.U.A. 829 215, ponta do guarda-mão
- Patente E.U.A. 834 578, retentor de recuo
- Patente E.U.A. 963 444, parafuso de coronha

## Pedidos da Primeira Guerra Mundial

### França
O governo inicialmente encomendou 300 rifles Model 1907 em outubro de 1915 da Winchester, logo seguido por um pedido de mais 2.500 rifles. Os pedidos de munição para esses rifles ultrapassaram 1,5 milhão de cartuchos de .351SL antes de 1917. Os pedidos subsequentes em 1917 e 1918 totalizaram 2.200 rifles Model 1907. De acordo com os registros da fábrica, esses rifles foram modificados para disparos totalmente automáticos e equipados com baionetas "Lee-Navy". Esses rifles foram designados pelo nome de "Winchester Model 1907/17", eles usavam um carregador de 15 ou 20 tiros e disparavam de 600 a 700 tiros por minuto.

### Grã-Bretanha
De acordo com um relatório interno de 1 de novembro de 1916, o London Armory da Grã-Bretanha recebeu 120 rifles Model 1907 e 78.000 cartuchos de munição .351SL entre dezembro de 1914 e abril de 1916 para uso pelo "Royal Flying Corps". Esses rifles foram especialmente modificados para uso aéreo e destinados a armar observadores de aviões.

### Rússia
O governo imperial russo foi registrado pela Winchester como comprando 500 rifles Model 1907 e 1,5 milhão de cartuchos de munição .351SL através da J.P. Morgan Company em maio de 1916.

### Estados Unidos
De acordo com os registros da fábrica, ao 1º Esquadrão de Reconheciento Aéreo da Seção de Aviação do Signal Corps foram enviados 19 fuzis Model 1907 e 9.000 cartuchos de munição .351SL. A remessa ao 1º Esquadrão Aero foi enviada para Columbus, Novo México, e foi presumivelmente usada para armar suas aeronaves enquanto apoiava a "Punitive expedition" do General Pershing.

## Forças da lei
O Model 1907 foi um rifle popular com as "forças da lei" nos Estados Unidos durante grande parte de sua produção - especialmente na década de 1930, quando a polícia dos Estados Unidos estava atualizando suas armas de fogo devido ao aumento da criminalidade. O Federal Bureau of Investigation adquiriu alguns rifles 'Model 1907 em resposta ao massacre de Kansas City em 1933. Foi usado também por inspetores da "United States Border Patrol" dos Estados Unidos durante o final da década de 1920 até a década de 1930.